# Alstroemeria lutea
Alstroemeria lutea är en alströmeriaväxtart som beskrevs av Muñoz Schick. Alstroemeria lutea ingår i släktet alströmerior, och familjen alströmeriaväxter. Inga underarter finns listade i Catalogue of Life.